# Agelena tenerifensis
Agelena tenerifensis là một loài nhện trong họ Agelenidae.
Loài này thuộc chi Agelena. Agelena tenerifensis được Jörg Wunderlich miêu tả năm 1992.